# Zen+
Zen+ es el nombre en clave para el sucesor de la microarquitectura Zen de AMD, lanzado por primera vez en abril de 2018, impulsando la segunda generación de procesadores Ryzen, conocidos como Ryzen 2000 para equipos de escritorio convencionales, y Threadripper 2000 para configuraciones de escritorio de alta gama.

## Características

Fotografía de una pastilla o chip de circuito integrado de un Ryzen 5-2600

Zen+ utiliza el proceso de fabricación de 12 nm de GlobalFoundries, una optimización del proceso de 14 nm utilizado para Zen, con solo cambios menores en las reglas de diseño. Estas optimizaciones de proceso permitieron que Zen + lograra velocidades de reloj más altas y un menor consumo de energía que los productos de Zen, aunque con solo revisiones menores en comparación con la microarquitectura Zen. Los cambios conocidos en la microarquitectura incluyen una mejor regulación de la velocidad del reloj en respuesta a la carga de trabajo, caché y latencias de memoria reducidas, mayor ancho de banda de caché, y mejor soporte de memoria DDR4 SDRAM.
Zen + también admite mejoras en las funciones del ajuste de la velocidad de reloj por núcleo, basadas en la utilización del núcleo y las temperaturas del procesador. Estos cambios en la utilización del núcleo, la temperatura y los algoritmos de potencia se denominan Precision Boost 2 y XFR2 (eXtended Frequency Range 2), evolución de las tecnologías de primera generación en zen. En Zen, XFR entregaba un aumento adicional de velocidad de reloj de 50 a 200 MHz (en incrementos de 25 MHz) sobre los relojes máximos de Precision Boost. Para Zen +, XFR2 ya no aparece como un modificador de la velocidad de reloj por separado. En cambio, el XFR y el monitoreo de la temperatura, potencia y velocidad de reloj son manejados por el algoritmo de Precision Boost 2 para ajustar los relojes y el consumo de energía de manera oportunista y dinámica..
Finalmente, los cambios en Zen + resultaron en una mejora del 3% en las IPC sobre Zen; que junto con un 6% más de velocidad de reloj resultó en un aumento general del rendimiento de hasta un 10%.

## Productos

### Procesadores de escritorio
| Modelo                                         | Fecha de lanzamiento y precio      | Núcleos (hilos)     | Proceso de Fabricación | Frecuencia de reloj (GHz) | Frecuencia de reloj (GHz) | Caché                              | Caché               | Caché               | Zócalo (Socket)     | Líneas PCIe         | Soporte de memoria    | TDP                 | Número de parte     |
| Modelo                                         | Fecha de lanzamiento y precio      | Núcleos (hilos)     | Proceso de Fabricación | Base                      | PB2                       | L1                                 | L2                  | L3                  | Zócalo (Socket)     | Líneas PCIe         | Soporte de memoria    | TDP                 | Número de parte     |
| Segmento de entrada                            | Segmento de entrada                | Segmento de entrada | Segmento de entrada    | Segmento de entrada       | Segmento de entrada       | Segmento de entrada                | Segmento de entrada | Segmento de entrada | Segmento de entrada | Segmento de entrada | Segmento de entrada   | Segmento de entrada | Segmento de entrada |
| ---------------------------------------------- | ---------------------------------- | ------------------- | ---------------------- | ------------------------- | ------------------------- | ---------------------------------- | ------------------- | ------------------- | ------------------- | ------------------- | --------------------- | ------------------- | ------------------- |
| Ryzen 3 1200 AF                                | Abril de 2020 US $60               | 4 (4)               | GloFo 12LP (14LP+)     | 3,1                       | 3,4                       | 64 KB inst. 32 KB datos por núcleo | 512 KB por núcleo   | 8 MB                | AM4                 | 24                  | DDR4-2933 doble-canal | 65 W                | YD1200BBM4KAF       |
| Ryzen 3 2300X                                  | 11 de septiembre de 2018 OEM       | 4 (4)               | GloFo 12LP (14LP+)     | 3,5                       | 4,0                       | 64 KB inst. 32 KB datos por núcleo | 512 KB por núcleo   | 8 MB                | AM4                 | 24                  | DDR4-2933 doble-canal | 65 W                |                     |
| Segmento general                               |                                    |                     |                        |                           |                           |                                    |                     |                     |                     |                     |                       |                     |                     |
| Ryzen 5 2500X                                  | 11 de septiembre de 2018 OEM       | 4 (8)               | GloFo 12LP (14LP+)     | 3,6                       | 4,0                       | 64 KB inst. 32 KB datos por núcleo | 512 KB por núcleo   | 8 MB                | AM4                 | 24                  | DDR4-2933 doble-canal | 65W                 |                     |
| Ryzen 5 2600E                                  | 11 de septiembre de 2018 OEM       | 6 (12)              | GloFo 12LP (14LP+)     | 3,1                       | 4,0                       | 64 KB inst. 32 KB datos por núcleo | 512 KB por núcleo   | 16 MB               | AM4                 | 24                  | DDR4-2666 doble-canal | 45 W                |                     |
| Ryzen 5 1600 (AF, refresh)                     | 11 de octubre de 2019 US $85       | 6 (12)              | GloFo 12LP (14LP+)     | 3,2                       | 3,6                       | 64 KB inst. 32 KB datos por núcleo | 512 KB por núcleo   | 16 MB               | AM4                 | 24                  | DDR4-2933 doble-canal | 65W                 | YD1600BBM6IAF       |
| Ryzen 5 2600                                   | 19 de abril de 2018 US $199        | 6 (12)              | GloFo 12LP (14LP+)     | 3,4                       | 3,9                       | 64 KB inst. 32 KB datos por núcleo | 512 KB por núcleo   | 16 MB               | AM4                 | 24                  | DDR4-2933 doble-canal | 65W                 |                     |
| Ryzen 5 2600X                                  | 19 de abril de 2018 US $229        | 6 (12)              | GloFo 12LP (14LP+)     | 3,6                       | 4,2                       | 64 KB inst. 32 KB datos por núcleo | 512 KB por núcleo   | 16 MB               | AM4                 | 24                  | DDR4-2933 doble-canal | 95 W                |                     |
| Ryzen 5 2600X                                  | 23 de noviembre de 2018 UK £221.99 | 6 (12)              | GloFo 12LP (14LP+)     | 3,6                       | 4,2                       | 64 KB inst. 32 KB datos por núcleo | 512 KB por núcleo   | 16 MB               | AM4                 | 24                  | DDR4-2933 doble-canal | 95 W                |                     |
| Segmento rendimiento                           |                                    |                     |                        |                           |                           |                                    |                     |                     |                     |                     |                       |                     |                     |
| Ryzen 7 2700E                                  | 11 de septiembre de 2018 OEM       | 8 (16)              | GloFo 12LP (14LP+)     | 2,8                       | 4,0                       | 64 KB inst. 32 KB datos por núcleo | 512 KB por núcleo   | 16 MB               | AM4                 | 24                  | DDR4-2666 doble-canal | 45 W                |                     |
| Ryzen 7 2700                                   | 19 de abril de 2018 US $299        | 8 (16)              | GloFo 12LP (14LP+)     | 3,2                       | 4,1                       | 64 KB inst. 32 KB datos por núcleo | 512 KB por núcleo   | 16 MB               | AM4                 | 24                  | DDR4-2933 doble-canal | 65 W                |                     |
| Ryzen 7 2700                                   | 23 de noviembre de 2018 UK £285.49 | 8 (16)              | GloFo 12LP (14LP+)     | 3,2                       | 4,1                       | 64 KB inst. 32 KB datos por núcleo | 512 KB por núcleo   | 16 MB               | AM4                 | 24                  | DDR4-2933 doble-canal | 65 W                |                     |
| Ryzen 7 PRO 2700X                              | 6 de septiembre de 2018 OEM        | 8 (16)              | GloFo 12LP (14LP+)     | 3,6                       | 4,1                       | 64 KB inst. 32 KB datos por núcleo | 512 KB por núcleo   | 16 MB               | AM4                 | 24                  | DDR4-2933 doble-canal | 105 W               |                     |
| Ryzen 7 2700X                                  | 19 de abril de 2018 US $329        | 8 (16)              | GloFo 12LP (14LP+)     | 3,7                       | 4,3                       | 64 KB inst. 32 KB datos por núcleo | 512 KB por núcleo   | 16 MB               | AM4                 | 24                  | DDR4-2933 doble-canal | 105 W               |                     |
| Segmento escritorio de alto rendimiento (HEDT) |                                    |                     |                        |                           |                           |                                    |                     |                     |                     |                     |                       |                     |                     |
| Ryzen Threadripper 2920X                       | Octubre de 2018 US $649            | 12 (24)             | GloFo 12LP (14LP+)     | 3,5                       | 4,3                       | 64 KB inst. 32 KB datos por núcleo | 512 KB por núcleo   | 32 MB               | TR4                 | 64                  | DDR4-2933 doble-canal | 180 W               |                     |
| Ryzen Threadripper 2950X                       | 31 de agosto de 2018 US $899       | 16 (32)             | GloFo 12LP (14LP+)     | 3,5                       | 4,4                       | 64 KB inst. 32 KB datos por núcleo | 512 KB por núcleo   | 32 MB               | TR4                 | 64                  | DDR4-2933 doble-canal | 180 W               |                     |
| Ryzen Threadripper 2970WX                      | Octubre de 2018 US $1299           | 24 (48)             | GloFo 12LP (14LP+)     | 3,0                       | 4,2                       | 64 KB inst. 32 KB datos por núcleo | 512 KB por núcleo   | 64 MB               | TR4                 | 64                  | DDR4-2933 doble-canal | 250 W               |                     |
| Ryzen Threadripper 2990WX                      | 13 de agosto de 2018 US $1799      | 32 (64)             | GloFo 12LP (14LP+)     | 3,0                       | 4,2                       | 64 KB inst. 32 KB datos por núcleo | 512 KB por núcleo   | 64 MB               | TR4                 | 64                  | DDR4-2933 doble-canal | 250 W               |                     |

1. ↑  AMD define 1 kilobyte (KB) como 1024 bytes, y 1 megabyte (MB) como 1024 kilobytes.[12]
2. ↑  Conteo de líneas PCIe incluye 4 líneas usadas para conectividad con el chipset.[13]
3. 1 2 3  Modelo también disponible como PRO para OEMs, que puede ofrecer funciones adicionales que no figuran en esta tabla. AMD lanzó los modelos PRO el 6 de septiembre de 2018.[19]

### APU de escritorio
| Modelo                   | Fecha de lanzamiento y precio | Proceso de Fabricación | CPU             | CPU                       | CPU                       | CPU                                   | CPU               | CPU   | GPU        | GPU             | GPU      | GPU                             | Soporte de memoria    | TDP     |
| Modelo                   | Fecha de lanzamiento y precio | Proceso de Fabricación | Núcleos (hilos) | Frecuencia de reloj (GHz) | Frecuencia de reloj (GHz) | Caché                                 | Caché             | Caché | Modelo     | Config.         | Reloj    | Poder de procesamiento (GFLOPS) | Soporte de memoria    | TDP     |
| Modelo                   | Fecha de lanzamiento y precio | Proceso de Fabricación | Núcleos (hilos) | Base                      | Boost                     | L1                                    | L2                | L3    | Modelo     | Config.         | Reloj    | Poder de procesamiento (GFLOPS) | Soporte de memoria    | TDP     |
| ------------------------ | ----------------------------- | ---------------------- | --------------- | ------------------------- | ------------------------- | ------------------------------------- | ----------------- | ----- | ---------- | --------------- | -------- | ------------------------------- | --------------------- | ------- |
| Athlon Pro 300GE         | 30 de septiembre de 2019 OEM  | 12nm                   | 2 (4)           | 3,4                       |                           | 64 KB inst. 32 KB de datos por núcleo | 512 KB por núcleo | 4 MB  | Vega 3     | 192:12:4 3 CU   | 1100 MHz | 424,4                           | DDR4-2667 doble-canal | 35 W    |
| Athlon Silver Pro 3125GE | 21 de julio de 2020 OEM       | 12nm                   | 2 (4)           | 3,4                       |                           | 64 KB inst. 32 KB de datos por núcleo | 512 KB por núcleo | 4 MB  | Vega 3     | 192:12:4 3 CU   | 1100 MHz | 424,4                           | DDR4-2667 doble-canal | 35 W    |
| Athlon Gold 3150GE       | 21 de julio de 2020 OEM       | 12nm                   | 4 (4)           | 3,3                       | 3,8                       | 64 KB inst. 32 KB de datos por núcleo | 512 KB por núcleo | 4 MB  | Vega 3     | 192:12:4 3 CU   | 1100 MHz | 424,4                           | DDR4-2933 doble-canal | 35 W    |
| Athlon Gold Pro 3150GE   | 21 de julio de 2020 OEM       | 12nm                   | 4 (4)           | 3,3                       | 3,8                       | 64 KB inst. 32 KB de datos por núcleo | 512 KB por núcleo | 4 MB  | Vega 3     | 192:12:4 3 CU   | 1100 MHz | 424,4                           | DDR4-2933 doble-canal | 35 W    |
| Athlon Gold 3150G        | 21 de julio de 2020 OEM       | 12nm                   | 4 (4)           | 3,5                       | 3,9                       | 64 KB inst. 32 KB de datos por núcleo | 512 KB por núcleo | 4 MB  | Vega 3     | 192:12:4 3 CU   | 1100 MHz | 424,4                           | DDR4-2933 doble-canal | 45-65 W |
| Athlon Gold Pro 3150G    | 21 de julio de 2020 OEM       | 12nm                   | 4 (4)           | 3,5                       | 3,9                       | 64 KB inst. 32 KB de datos por núcleo | 512 KB por núcleo | 4 MB  | Vega 3     | 192:12:4 3 CU   | 1100 MHz | 424,4                           | DDR4-2933 doble-canal | 45-65 W |
| Ryzen 3 3200GE           | 7 de julio de 2019 OEM        | 12nm                   | 4 (4)           | 3,3                       | 3,8                       | 64 KB inst. 32 KB de datos por núcleo | 512 KB por núcleo | 4 MB  | Vega 8     | 512:32:16 8 CU  | 1200 MHz | 1228,8                          | DDR4-2933 doble-canal | 35 W    |
| Ryzen 3 Pro 3200GE       | 30 de septiembre de 2019 OEM  | 12nm                   | 4 (4)           | 3,3                       | 3,8                       | 64 KB inst. 32 KB de datos por núcleo | 512 KB por núcleo | 4 MB  | Vega 8     | 512:32:16 8 CU  | 1200 MHz | 1228,8                          | DDR4-2933 doble-canal | 35 W    |
| Ryzen 3 3200G            | 7 de julio de 2019 US $99     | 12nm                   | 4 (4)           | 3,6                       | 4,0                       | 64 KB inst. 32 KB de datos por núcleo | 512 KB por núcleo | 4 MB  | Vega 8     | 512:32:16 8 CU  | 1250 MHz | 1280                            | DDR4-2933 doble-canal | 45-65 W |
| Ryzen 3 Pro 3200G        | 30 de septiembre de 2019 OEM  | 12nm                   | 4 (4)           | 3,6                       | 4,0                       | 64 KB inst. 32 KB de datos por núcleo | 512 KB por núcleo | 4 MB  | Vega 8     | 512:32:16 8 CU  | 1250 MHz | 1280                            | DDR4-2933 doble-canal | 45-65 W |
| Ryzen 5 Pro 3350GE       | 21 de julio de 2020 OEM       | 12nm                   | 4 (8)           | 3,3                       | 3,9                       | 64 KB inst. 32 KB de datos por núcleo | 512 KB por núcleo | 4 MB  | RX Vega 10 | 640:40:16 10 CU | 1200 MHz | 1536                            | DDR4-2933 doble-canal | 35 W    |
| Ryzen 5 Pro 3350G        | 21 de julio de 2020 OEM       | 12nm                   | 4 (8)           | 3,6                       | 4,0                       | 64 KB inst. 32 KB de datos por núcleo | 512 KB por núcleo | 4 MB  | RX Vega 10 | 640:40:16 10 CU | 1300 MHz | 1664                            | DDR4-2933 doble-canal | 45-65 W |
| Ryzen 5 3400GE           | 7 de julio de 2019 OEM        | 12nm                   | 4 (8)           | 3,3                       | 4,0                       | 64 KB inst. 32 KB de datos por núcleo | 512 KB por núcleo | 4 MB  | RX Vega 11 | 704:44:16 11 CU | 1300 MHz | 1830,4                          | DDR4-2933 doble-canal | 35 W    |
| Ryzen 5 Pro 3400GE       | 30 de septiembre de 2019 OEM  | 12nm                   | 4 (8)           | 3,3                       | 4,0                       | 64 KB inst. 32 KB de datos por núcleo | 512 KB por núcleo | 4 MB  | RX Vega 11 | 704:44:16 11 CU | 1300 MHz | 1830,4                          | DDR4-2933 doble-canal | 35 W    |
| Ryzen 5 3400G            | 7 de julio de 2019 US $149    | 12nm                   | 4 (8)           | 3,7                       | 4,2                       | 64 KB inst. 32 KB de datos por núcleo | 512 KB por núcleo | 4 MB  | RX Vega 11 | 704:44:16 11 CU | 1400 MHz | 1971,2                          | DDR4-2933 doble-canal | 45-65 W |
| Ryzen 5 Pro 3400G        | 30 de septiembre de 2019 OEM  | 12nm                   | 4 (8)           | 3,7                       | 4,2                       | 64 KB inst. 32 KB de datos por núcleo | 512 KB por núcleo | 4 MB  | RX Vega 11 | 704:44:16 11 CU | 1400 MHz | 1971,2                          | DDR4-2933 doble-canal | 45-65 W |

1. ↑  AMD define 1 kilobyte (KB) como 1024 bytes, y 1 megabyte (MB) como 1024 kilobytes.[25]
2. ↑  Sombreadores unificados : Unidades de mapeo de texturas : unidades de salida de render y unidades de cómputo (CU)
3. ↑  El rendimiento de precisión simple se calcula a partir de la velocidad del reloj base o turbo (boost) basada en una operación FMA (operación de suma-multiplicación de punto flotante)

### Procesadores Móviles
| Modelo            | Fecha de lanzamiento | Proceso de Fabricación | CPU             | CPU                       | CPU                       | CPU                                   | CPU               | CPU   | GPU     | GPU             | GPU      | GPU                             | Soporte de memoria    | TDP  | Número de parte |
| Modelo            | Fecha de lanzamiento | Proceso de Fabricación | Núcleos (hilos) | Frecuencia de reloj (GHz) | Frecuencia de reloj (GHz) | Caché                                 | Caché             | Caché | Modelo  | Config.         | Reloj    | Poder de procesamiento (GFLOPS) | Soporte de memoria    | TDP  | Número de parte |
| Modelo            | Fecha de lanzamiento | Proceso de Fabricación | Núcleos (hilos) | Base                      | Boost                     | L1                                    | L2                | L3    | Modelo  | Config.         | Reloj    | Poder de procesamiento (GFLOPS) | Soporte de memoria    | TDP  | Número de parte |
| ----------------- | -------------------- | ---------------------- | --------------- | ------------------------- | ------------------------- | ------------------------------------- | ----------------- | ----- | ------- | --------------- | -------- | ------------------------------- | --------------------- | ---- | --------------- |
| Ryzen 3 3300U     | 6 de enero de 2019   | GloFo 12LP (14LP+)     | 4 (4)           | 2,1                       | 3,5                       | 64 KB inst. 32 KB de datos por núcleo | 512 KB por núcleo | 4 MB  | Vega 6  | 384:24:8 6 CU   | 1200 MHz | 921,6                           | DDR4-2400 doble-canal | 15 W | YM3300C4T4MFG   |
| Ryzen 3 PRO 3300U | 6 de enero de 2019   | GloFo 12LP (14LP+)     | 4 (4)           | 2,1                       | 3,5                       | 64 KB inst. 32 KB de datos por núcleo | 512 KB por núcleo | 4 MB  | Vega 6  | 384:24:8 6 CU   | 1200 MHz | 921,6                           | DDR4-2400 doble-canal | 15 W | YM330BC4T4MFG   |
| Ryzen 5 3500U     | 6 de enero de 2019   | GloFo 12LP (14LP+)     | 4 (8)           | 2,1                       | 3,7                       | 64 KB inst. 32 KB de datos por núcleo | 512 KB por núcleo | 4 MB  | Vega 8  | 512:32:16 8 CU  | 1200 MHz | 1228,8                          | DDR4-2400 doble-canal | 15 W | YM3500C4T4MFG   |
| Ryzen 5 PRO 3500U | 6 de enero de 2019   | GloFo 12LP (14LP+)     | 4 (8)           | 2,1                       | 3,7                       | 64 KB inst. 32 KB de datos por núcleo | 512 KB por núcleo | 4 MB  | Vega 8  | 512:32:16 8 CU  | 1200 MHz | 1228,8                          | DDR4-2400 doble-canal | 15 W | YM350BC4T4MFG   |
| Ryzen 5 3550H     | 6 de enero de 2019   | GloFo 12LP (14LP+)     | 4 (8)           | 2,1                       | 3,7                       | 64 KB inst. 32 KB de datos por núcleo | 512 KB por núcleo | 4 MB  | Vega 8  | 512:32:16 8 CU  | 1200 MHz | 1228,8                          | DDR4-2400 doble-canal | 35 W | YM3500C4T4MFG   |
| Ryzen 5 3580U     | Octubre de 2019      | GloFo 12LP (14LP+)     | 4 (8)           | 2,1                       | 3,7                       | 64 KB inst. 32 KB de datos por núcleo | 512 KB por núcleo | 4 MB  | Vega 9  | 576:36:16 9 CU  | 1300 MHz | 1497,6                          | DDR4-2400 doble-canal | 15 W |                 |
| Ryzen 7 3700U     | 6 de enero de 2019   | GloFo 12LP (14LP+)     | 4 (8)           | 2,3                       | 4,0                       | 64 KB inst. 32 KB de datos por núcleo | 512 KB por núcleo | 4 MB  | Vega 10 | 640:40:16 10 CU | 1400 MHz | 1792,0                          | DDR4-2400 doble-canal | 15 W | YM3700C4T4MFG   |
| Ryzen 7 PRO 3700U | 6 de enero de 2019   | GloFo 12LP (14LP+)     | 4 (8)           | 2,3                       | 4,0                       | 64 KB inst. 32 KB de datos por núcleo | 512 KB por núcleo | 4 MB  | Vega 10 | 640:40:16 10 CU | 1400 MHz | 1792,0                          | DDR4-2400 doble-canal | 15 W | YM370BC4T4MFG   |
| Ryzen 7 3750H     | 6 de enero de 2019   | GloFo 12LP (14LP+)     | 4 (8)           | 2,3                       | 4,0                       | 64 KB inst. 32 KB de datos por núcleo | 512 KB por núcleo | 4 MB  | Vega 10 | 640:40:16 10 CU | 1400 MHz | 1792,0                          | DDR4-2400 doble-canal | 35 W | YM3700C4T4MFG   |
| Ryzen 7 3780U     | Octubre de 2019      | GloFo 12LP (14LP+)     | 4 (8)           | 2,3                       | 4,0                       | 64 KB inst. 32 KB de datos por núcleo | 512 KB por núcleo | 4 MB  | Vega 11 | 704:44:16 11 CU | 1400 MHz | 1971,2                          | DDR4-2400 doble-canal | 15 W |                 |

1. ↑  AMD define 1 kilobyte (KB) como 1024 bytes, y 1 megabyte (MB) como 1024 kilobytes.[12]
2. ↑  Sombreadores unificados : Unidades de mapeo de texturas : unidades de salida de render y unidades de cómputo (CU)
3. ↑  El rendimiento de precisión simple se calcula a partir de la velocidad del reloj base o turbo (boost) basada en una operación FMA (operación de suma-multiplicación de punto flotante)